# Herald Marku
Herald Marku (* 18. Mai 1996 in Laç) ist ein albanischer Fußballspieler, der momentan beim heimischen Erstligisten KS Vllaznia Shkodra unter Vertrag steht.

## Karriere
Herald Marku wurde im in der nordalbanischen Stadt Laç geboren. Seine Karriere begann in der Jugendakademie des FK Partizani Tirana. Im Jahr 2015 unterschrieb Marku seinen ersten Profivertrag mit dem albanischen Superligisten KF Tërbuni Puka. Nach nur einem Jahr wechselte Marku in die Brandenburg-Liga zum Ludwigsfelder FC. Im Jahr 2018 wechselte Marku zum erneut aufgestiegenen albanischen Erstligisten KS Kastrioti Kruja und unterschrieb einen Vertrag, der nur ein Jahr andauerte. Nachdem der KS Kastrioti Kruja in die zweite Liga abgestiegen war, wechselte Marku zu KS Vllaznia Shkodra. Mit Vllaznia Shkodra gewann er 2021 unter dem deutschen Trainer Thomas Brdarić durch einen 1:0-Finalerfolg über Skënderbeu Korça den albanischen Pokalwettbewerb. Zur Saison 2021/22 wechselte Marku zum FK Partizani Tirana, doch schon ein Jahr später kehrte er zu KS Vllaznia Shkodra zurück.

## Erfolge
- Albanischer Pokalsieger: 2021